# Вітрильний спорт на літніх Олімпійських іграх 1960
Змагання з вітрильного спорту на літніх Олімпійських іграх 1960 в Римі тривали з 29 серпня до 7 вересня в Неаполітанській затоці поблизу узбережжя Неаполя. Розіграно 5 комплектів нагород у відкритих дисциплінах, тобто жінки могли змагатися нарівні з чоловіками, утім змагалися лише чоловіки.

## Країни
| Аргентина (ARG)         | Австралія (AUS)                  | Австрія (AUT)              |
| Багамські Острови (BAH) | Бельгія (BEL)                    | Бермуди (BER)              |
| Бірма (BIR)             | Бразилія (BRA)                   | Федерація Вест-Індії (BWI) |
| Канада (CAN)            | Куба (CUB)                       | Данія (DEN)                |
| Іспанія (ESP)           | Фінляндія (FIN)                  | Франція (FRA)              |
| Велика Британія (GBR)   | Об'єднана німецька команда (EUA) | Греція (GRE)               |
| Угорщина (HUN)          | Індонезія (INA)                  | Ірландія (IRL)             |
| Італія (ITA)            | Японія (JPN)                     | Кенія (KEN)                |
| Ліван (LIB)             | Марокко (MAR)                    | Мексика (MEX)              |
| Мальта (MLT)            | Монако (MON)                     | Нідерланди (NED)           |
| Норвегія (NOR)          | Нова Зеландія (NZL)              | Філіппіни (PHI)            |
| Португалія (POR)        | Родезія (RHO)                    | ПАР (RSA)                  |
| Сінгапур (SIN)          | Швейцарія (SUI)                  | Швеція (SWE)               |
| Таїланд (THA)           | Туреччина (TUR)                  | СРСР (URS)                 |
| Уругвай (URU)           | США (USA)                        | Венесуела (VEN)            |
| Югославія (YUG)         |                                  |                            |

## Медальний залік
| Дисципліна              | Золото                                                                     | Срібло                                                                       | Бронза                                                                   |
| ----------------------- | -------------------------------------------------------------------------- | ---------------------------------------------------------------------------- | ------------------------------------------------------------------------ |
| 1960: Фінн              | Данія (DEN) · Пауль Ельвстрем                                              | СРСР (URS) · Олександр Чучелов                                               | Бельгія (BEL) · Андре Неліс                                              |
| 1960: Летючий голандець | Норвегія (NOR) · Петер Лунде мол. · Б'єрн Берґвалль                        | Данія (DEN) · Ганс Фоґ · Оле Ерік Петерсен                                   | Німеччина (EUA) · Рольф Мулька · Інґо фон Бредов                         |
| 1960: Зоряний           | СРСР (URS) · Тімір Пінегін · Федір Шутков                                  | Португалія (POR) · Маріу Кіна · Жозе Мануел Кіна                             | США (USA) · Вільям Паркс · Роберт Галперін                               |
| 1960: Дракон            | Греція (GRE) · Кронпринц Костянтин · Одіссеус Ескітзоглу · Георгіос Займіс | Аргентина (ARG) · Хорхе Салас Чавес · Ектор Калегаріс · Хорхе дель Ріо Салас | Італія (ITA) · Антоніо Козентіно · Антоніо Чічільяно · Джуліо Де Стефано |
| 1960: 5,5 метра         | США (USA) · Джордж О'Дей · Джеймс Гант · Девід Сміт                        | Данія (DEN) · Вільям Бернтсен · Стен Крістенсен · Серен Ганке                | Швейцарія (SUI) · Анрі Коппоне · П'єр Жирар · Манфред Метцґер            |

## Таблиця медалей
| Місце               | Країна                           | Золото | Срібло | Бронза | Загалом |
| ------------------- | -------------------------------- | ------ | ------ | ------ | ------- |
| 1                   | Данія (DEN)                      | 1      | 2      | 0      | 3       |
| 2                   | СРСР (URS)                       | 1      | 1      | 0      | 2       |
| 3                   | США (USA)                        | 1      | 0      | 1      | 2       |
| 4                   | Греція (GRE)                     | 1      | 0      | 0      | 1       |
| 4                   | Норвегія (NOR)                   | 1      | 0      | 0      | 1       |
| 6                   | Аргентина (ARG)                  | 0      | 1      | 0      | 1       |
| 6                   | Португалія (POR)                 | 0      | 1      | 0      | 1       |
| 8                   | Італія (ITA)                     | 0      | 0      | 1      | 1       |
| 8                   | Бельгія (BEL)                    | 0      | 0      | 1      | 1       |
| 8                   | Об'єднана німецька команда (EUA) | 0      | 0      | 1      | 1       |
| 8                   | Швейцарія (SUI)                  | 0      | 0      | 1      | 1       |
| Загалом (11 збірна) | Загалом (11 збірна)              | 5      | 5      | 5      | 15      |